# North Granby
North Granby est une census-designated place située dans le comté de Hartford, dans l'État du Connecticut, aux États-Unis. Lors du recensement de 2010, North Granby avait une population totale de 1 944 habitants.

## Géographie
Selon le Bureau du Recensement des États-Unis, la superficie de la ville est de 21,7 km2, dont 21,7 km2 de terres et 0,0 km2 de plans d'eau (soit 0,00 %).

## Démographie
D'après le recensement de 2000, il y avait 1 720 habitants, 568 ménages, et 500 familles dans la ville. La densité de population était de 79,4 hab/km2. Il y avait 579 maisons avec une densité de 26,7 maisons/km2. La décomposition ethnique de la population était : 96,86 % Blancs ; 0,58 % Noirs ; 0,23 % amérindiens ; 0,93 % asiatiques ; 0,00 % natifs des îles du Pacifique ; 0,47 % d'autres ethnies ; 0,93 % de plusieurs ethnies. 1,69 % de la population était hispanique ou Latino de n'importe quelle origine.
Il y avait 568 ménages, dont 47,2 % avaient des enfants de moins de 18 ans, 81,3 % étaient des couples mariés, 4,8 % avaient une femme qui était parent isolé, et 11,8 % étaient des ménages non-familiaux. 7,9 % des ménages étaient constitués de personnes seules et 2,8 % de personnes seules de 65 ans ou plus. Le ménage moyen comportait 3,03 personnes et la famille moyenne avait 3,22 personnes.
Dans la ville la pyramide des âges était 30,8 % en dessous de 18 ans, 4,1 % de 18 à 24, 28,1 % de 25 à 44, 32,2 % de 45 à 64, et 4,8 % qui avaient 65 ans ou plus. L'âge médian était 39 ans. Pour 100 femmes, il y avait 106,5 hommes. Pour 100 femmes de 18 ans ou plus, il y avait 100,0 hommes.
Le revenu médian par ménage de la ville était 101 103 dollars US, et le revenu médian par famille était $103 133. Les hommes avaient un revenu médian de $69 028 contre $39 922 pour les femmes. Le revenu par habitant de la ville était $34 459. 3,7 % des habitants et 1,6 % des familles vivaient sous le seuil de pauvreté. 1,9 % des personnes de moins de 18 ans et 0,0 % des personnes de plus de 65 ans vivaient sous le seuil de pauvreté.